# 월터 러셀
월터 보우먼 러셀(Walter Bowman Russell, 1871년 5월 19일 – 1963년 5월 19일)은 미국의 인상주의 화가, 조각가, 작가이다. 러셀은 과학 주제에 대해 광범위하게 글을 썼지만, 그의 아이디어는 과학자들에게 거부되었다.

## 삶과 경력
1871년 5월 19일 보스턴에서 노바 스코샤 이민자 부부에게서 태어난 러셀은 9세에 학교를 그만두고 일터로 나갔으며, 그 후 매사추세츠 사범 미술학교를 스스로 다녔다. 그는 4학년을 중단하고 파리의 줄리안느 아카데미에서 3개월을 보냈다. 전기 작가 글렌 클라크는 그를 예술 경력에 대비시킨 네 명의 강사를 언급한다: 보스턴의 앨버트 먼셀과 어니스트 메이저, 필라델피아의 하워드 파일, 파리의 장폴 로랑스.
젊은 시절, 러셀은 교회 오르간 연주자이자 음악 교사로, 그리고 호텔에서 삼중주단을 지휘하며 돈을 벌었다.
1894년 보스턴을 떠나기 전, 러셀은 헬렌 앤드류스(1894–1953)와 결혼했다. 그들은 결혼 여행과 아카데미 줄리안에서의 두 번째 학기를 위해 파리로 여행했다. 결혼 여행 후, 그들은 1894년 뉴욕 시에 정착하여 헬렌과 루이스 두 딸을 두었다. 뉴욕에서 러셀의 명성은 즉시 높아졌다. 한 기자는 1908년에 "러셀 씨는 보스턴에서 이곳으로 와서 즉시 큰 예술적 성공을 거두었다"고 썼다.
29세에 그는 1900년 그의 우의적 그림인 '시대의 힘'으로 폭넓은 관심을 끌었다. 이 그림은 토리노 국제 전시회에서 미국을 대표했고 여러 상을 받았다.
1903년까지 러셀은 세 권의 아동 도서("바다 아이들", "가지의 구부러짐", "순수의 시대")를 출판했으며, 1902년에 가입한 작가 클럽에 자격을 얻었다.
러셀은 협동조합 아파트를 3천만 달러어치 건설하여 건축가로서 명성을 얻었다. 그는 "협동 소유권을 경제적으로 건전하고 실행 가능한 원리로 발전시킨" 공로를 인정받는다. 건축가 조지 모트 폴라드가 설계한 맨해튼 웨스트 67번가의 호텔 데 아티스트는 그의 걸작으로 묘사된다. 러셀은 또한 맨해튼 7번가 (맨해튼)와 58번가에 있는 앨윈 코트의 초기 개발에도 참여했지만, 프로젝트 완료 전에 중단했다.
1930년대에 러셀은 IBM 회장인 토머스 J. 왓슨에게 IBM 직원들을 위한 동기 부여 연사로 고용되었다. 그는 12년 동안 IBM에서 일했다.
56세에 그는 조각으로 전향하여 토머스 에디슨, 마크 트웨인, 맥아더 장군, 존 필립 수자, 오십 가브릴로비치, 찰스 굿이어, 조지 거슈윈 등의 초상 흉상을 만들었다. 그는 조각가로서 최고 수준에 올랐다. 그는 마크 트웨인 기념비(1934)와 프랭클린 D. 루스벨트 대통령의 네 가지 자유 기념비(1943)에 대한 의뢰를 받았다.
러셀은 1927년 예술 과학 협회 회장으로 선출되면서 인간 과학 운동의 리더가 되었다. 그의 7년간의 임기 동안 뉴욕 타임즈에 많은 기사가 실렸다. 협회에서 수여하는 금메달은 매우 가치 있었다.
제2차 세계대전이 다가오자 그는 카네기 홀 최상층 스튜디오로 이사하여 혼자 살았다 (별거 중이던 아내 헬렌은 코네티컷에 살았다). 당시 그는 네 가지 자유 기념비 주조를 감독하고 있었다. 이는 그의 건강과 정신의 회복이 필요한 힘든 시기였다. 그를 괴롭혔던 "자아도취와 자기과시"에 대한 보고가 있었다.

## 러셀의 우주기원론
러셀은 1921년 5월에 변혁적이고 계시적인 사건을 경험했다고 주장했는데, 그는 나중에 그의 홈 스터디 코스의 1950년판에서 "나의 깨달음 이야기"라는 장에서 이를 설명했다. "그 기간 동안...나는 모든 움직임을 인지할 수 있었고," 새롭게 "모든 것을 인식하게 되었다." 러셀은 1901년 리처드 버크의 책 우주 의식의 용어를 사용하여 "우주적 깨달음"을 설명했다. 나중에 그는 "그 [깨달음의 경험]을 가진 누구도 그것을 설명할 수 없었다는 것을 기억할 것이다. 나는 그것을 세상에 알리는 것이 나의 의무라고 생각한다"고 썼다. 이것은 1949년에 두 권으로 출판된 그의 책 "신성한 일리아드"의 주제가 되었다.
러셀은 1926년에 "우주의 하나"(The Universal One)를, 1930년에 "러셀의 생성-복사 개념"(The Russell Genero-Radiative Concept)을 출판했으며, 1930~1931년 뉴욕 타임즈 지면에서 그의 아이디어를 옹호했다. 그는 1947년에 "빛의 비밀"(The Secret of Light)을, 1953년에 "우주의 새로운 개념"(A New Concept of the Universe)을 출판했다.
러셀은 1926년 나선형 주기율표의 저작권을 등록했다.
러셀의 우주기원론은 "우주의 새로운 개념"(A New Concept of the Universe)에 묘사되어 있는데, 그는 "과학의 치명적인 오류"는 "창조주를 그의 창조물 밖으로 내쫓는 것"이라고 썼다. 러셀은 결코 인류학적 신을 언급하지 않았고, 대신 "하나님은 보이지 않고, 움직이지 않으며, 성별이 없고, 분리되지 않고, 조건 없는 마음의 하얀 자기 빛이다"라고 썼으며, 이는 모든 것의 중심이다. "하나님은 실험실 방법으로 증명될 수 있다"고 러셀은 썼다. "인간이 자기라고 부르는 위치를 알 수 있는 움직이지 않는 빛은 곧 하나님인 빛이다." 그는 새로운 시대에 종교와 과학이 하나가 되어야 한다고 썼다.

## 1948–1963년 버지니아 스와나노아의 라오 러셀과 함께
1948년, 77세의 나이에 러셀은 첫 아내와 이혼하고 44세의 영국 이민자이자 전직 모델 겸 사업가인 데이지 스테빙과 논란 속에 결혼했다. 그녀는 자신의 이름을 라오(중국의 현자 노자에서 따옴)로 바꾸고, 그의 작품을 위한 작업실과 박물관을 세울 장소를 찾기 위해 리노에서 미국을 횡단하는 자동차 여행을 시작했다. 그들은 버지니아주 오거스타와 넬슨 카운티 경계의 산꼭대기에 있는 철도 거물의 버려진 대저택인 스와나노아를 발견하고, 그 건물을 50년간 임차했다.
그곳에서 그들은 박물관과 월터 러셀 재단을 설립했고, 1957년 버지니아 주는 자택 학습 과정을 운영하는 과학 및 철학 대학에 인가를 내주었다. (2014년에는 그 인가가 1948년으로 소급 적용되었다.) 러셀 부부는 여러 권의 책을 공동 집필했다. 대기 중 핵폭탄 실험으로 인해 그들은 1957년 "원자 자살?"(Atomic Suicide?)을 출판했는데, 여기서 그들은 방사능이 세계 연료로 사용될 경우 지구와 인류에게 심각한 결과를 초래할 것이라고 경고했다. 월터 러셀은 1963년에 사망했다. 라오는 1988년에 사망했다.

## 저서
- The Sea Children, 1901
- The Bending of the Twig, 1903[28]
- The Age of Innocence, 1904[29]
- The Universal One, 1926
- The Russell Genero-Radiative Concept or The Cyclic Theory of Continuous Motion, L. Middleditch Co., 1930
- The Secret of Light, 1st ed., 1947, 3rd ed., Univ of Science & Philosophy, 1994, ISBN 1-879605-44-9
- The Message of the Divine Iliad, vol. 1, 1948, vol. 2, 1949
- The Book of Early Whisperings, 1949
- The Home Study Course (with Lao Russell), 1st ed., 1950–52
- Scientific Answer to Human Relations (with Lao Russell), Univ of Science & Philosophy, 1951
- A New Concept of the Universe, Univ of Science & Philosophy, 1953
- Atomic Suicide? (with Lao Russell), Univ of Science & Philosophy, 1957
- The World Crisis: Its Explanation and Solution, (with Lao Russell), Univ of Science & Philosophy, 1958
- The One-World Purpose (with Lao Russell), Univ of Science & Philosophy, 1960

## 더 읽어보기
- Binder, Timothy A., In the Wave Lies the Secret of Creation, (contains many unpublished drawings of Walter Russell), Univ of Science & Philosophy, 1995, ISBN 1-879605-45-7